# ダブリン殺人課
『ダブリン殺人課』（ダブリンさつじんか、Dublin Murders、ダブリン・マーダーズ）は、2019年から放送されているアイルランドとイギリスのテレビドラマシリーズ。タナ・フレンチの『悪意の森』と『道化の館』を原作とする刑事ドラマで、サラ・フェルプスが企画・製作し、キリアン・スコット、セーラ・グリーンらが出演した。本作はBBCとアイルランド放送協会の共同で製作され、2019年10月からBBC One、RTÉ、Starzで放送された。日本では、2020年4月からSTARZPLAYで日本語字幕・吹き替え版が配信された。本作は第2シーズンが予定されている。

## あらすじ
殺人課の刑事であるロブ・ライリーと相棒のキャシー・マドックスは少女の殺人事件を担当する。事件はアイルランドに古くからあるコミューンと関わりがあるようだった。

## キャスト
ロブ・ライリー
演 - キリアン・スコット
キャシー・マドックス
演 - セーラ・グリーン
フランク
演 - トム・ヴォーン＝ローラー
サム・オニール
演 - モー・ダンフォード、吹替 - 江頭宏哉
ダニエル
演 - サム・キーリー
レイフ
演 - アントニオ・エイケル
ジャスティン
演 - チャーリー・ケリー
アビー
演 - ヴァネッサ・エメ
Simone Cameron
演 - アレクサンドラ・モーエン
Rosalind Devlin
演 - リア・マクナマラ
Phelan
演 - イアン・ケニー
Quigley
演 - ユージン・オヘア
Damien Donnelly
演 - ジョニー・ホールデン
オケリー警視
演 - コンリース・ヒル
Jonathan Devlin
演 - ピーター・マクドナルド
Margaret Devlin
演 - キャシー・モナハン
Alannah Shorey
演 - エリカ・ロー
ケイティ & ジェシカ・デヴリン
演 - エイミー・マッケン
Pathologist
演 - ネッド・デネヒー

## エピソード
| 通算 話数 | タイトル                  | 監督            | 脚本         | 放送日         | UK視聴者数 (百万人) |
| --------- | ------------------------- | --------------- | ------------ | -------------- | ------------------- |
| 1         | "エピソード1" "Episode 1" | Saul Dibb       | Sarah Phelps | 2019年10月14日 | 6.01                |
| 2         | "エピソード2" "Episode 2" | Saul Dibb       | Sarah Phelps | 2019年10月15日 | 5.01                |
| 3         | "エピソード3" "Episode 3" | John Hayes      | Sarah Phelps | 2019年10月21日 | 4.74                |
| 4         | "エピソード4" "Episode 4" | John Hayes      | Sarah Phelps | 2019年10月22日 | 4.59                |
| 5         | "エピソード5" "Episode 5" | Rebecca Gatward | Sarah Phelps | 2019年10月28日 | 4.72                |
| 6         | "エピソード6" "Episode 6" | Rebecca Gatward | Sarah Phelps | 2019年10月29日 | 4.72                |
| 7         | "エピソード7" "Episode 7" | John Hayes      | Sarah Phelps | 2019年11月4日  | 4.63                |
| 8         | "エピソード8" "Episode 8" | John Hayes      | Sarah Phelps | 2019年11月5日  | 4.58                |

## 製作
本作はイギリスの公共放送BBCが、BBC OneとアメリカのStarzで放送する番組として製作予定だったが、後にアイルランド放送協会のRTÉもこのプロジェクトに参加した。制作はフリーマントルグループの一部であるEuston Filmsが担当した。撮影は2018年にベルファストとダブリンで始まり、2019年2月下旬まで行われた。

## 評価

### 批評
本作は批評家から好意的な評価を受けている。第1シーズンは批評集積サイトのRotten Tomatoesに28件のレビューがあり、批評家支持率は79%、平均点は10点満点で7.39点となっている。また、Metacriticには7件のレビューがあり、加重平均値は51/100となっている。